# Леоло
«Леоло» (фр. Léolo) — художній фільм канадського режисера Жана-Клода Лозона 1992 року про молодого хлопця на ім’я Лео «Леоло» Лозон, у виконанні Максима Коллена, який веде активне фентезійне життя й дорослішає у своїй родині в Монреалі. У фільмі також знімалися Джудітта дель Веккіо, Жинетт Рено, П'єр Бурго, Андре Лашапель, Дені Аркан, Жульєн Гійомар та Жермен Уд. Закадровий текст від особи дорослого Леоло читає Гілберт Сікотт.
Напівавтобіографічний сюжет, розроблений Лозоном, підтримав продюсер Лайз Лафонтен у копродукції з Францією. Зйомки відбувалися в Монреалі та на Сицилії 1991 року. Фільм став останнім для режисера, який 1997 року загинув в авіакатастрофі під час роботи над наступним проєктом.
Фільм увійшов до програми Каннського кінофестивалю 1992 року, де здобув три нагороди, включно з найкращим оригінальним сценарієм, поступившись найкращим фільмом «Голому ланчу». Згодом інтерес до фільму відновився, що призвело до того, що критики та режисери додали його до переліку 10 найкращих канадських фільмів усіх часів (2015). Фільм також вплинув на назву вебсайту агрегатора оглядів фільмів Rotten Tomatoes, коли один із творців сайту Сен Дуонг вирішив дати назву сайту під час перегляду фільму.

## Сюжет

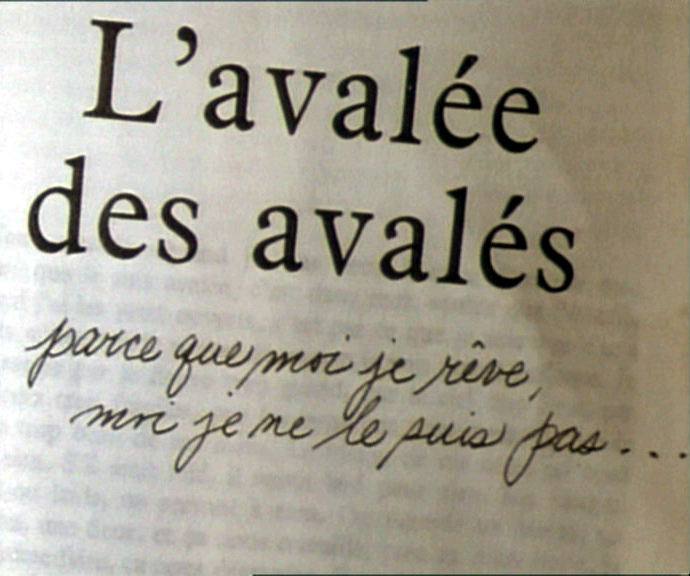
Леоло читає книгу «L'Avalée des avalés» Режана Дюшарма

Лео Лозон – молодий хлопець, який живе в багатоквартирному будинку зі своєю неблагополучною сім’єю у Майл-Енді (Монреаль). Його світ – фантазії та книга «L'Avalée des avalés» квебекського романіста Режана Дюшарма, за допомогою яких він намагається уникнути реальності свого життя. Він вважає свого батька божевільним, і заперечує те, що він його син. Уві сні побачив версію свого народження від того, що його мати завагітніла після падіння у візок з помідорами, заплідненими спермою італійця. Після цього став вважати себе італійцем, а не франко-канадцем, й обрав ім’я Леоло Лозоне.
Леоло веде щоденник про деталі свого життя у квартирі зі щуром у ванні та індиком; сім’єю, яка одержима регулярними дефекаціями. Його твори знаходить «Приборкувач слів» (реінкарнація Дон Кіхота), який шукає серед сміття листи та фотографії. Леоло спостерігає за сусідньою молодою жінкою на ім’я Б’янка та уявляє, як вона співає йому з шафи, випромінюючи при цьому біле світло. Його дід, який, на думку Леоло, намагався вбити його, тримаючи під водою у басейні, допомагає їй фінансово та вимагає від неї сексуальних послуг, відкриваючи їй груди та кладучи свої ноги їй до рота. Леоло починає фантазувати про Б'янку в сексуальному плані та відкриває мастурбацію. З жахом реагує на спроби своїх однолітків отримати секс, при цьому сам шукає послуг повії на ім’я Регіна.
Тим часом його брат Фернан після побиття хуліганом і провалу у спеціальному класі, нарощує вражаючі м’язи. «Приборкувач слів», який постійно стежить за думками Леоло, читає про сподівання хлопчика на те, як м’язи Фернанда зроблять їх непереможними. Однак, наступного зіткнення із хуліганом, Фернан впадає в ступор і виявляється знову побитим на очах у Леоло.
Остаточно переконавшись, що його дідусь винен у всіх бідах сім’ї, Леоло намагається його повісити, поки той приймає ванну. Спроба видається не вдалою, до того ж стає травматичною для Леоло. Вже будучі в лікарні йому повідомляють про те, що такі його дії можуть бути трактуватися як замах на вбивство, хоча звинувачення йому не висувають. Зрештою, Леоло захворів, та потрапив до тієї самої установи, де лікували багатьох інших членів його родини.

## У ролях
- Гілберт Сікотт — Оповідач (голос)
- Максим Коллен — Лео «Леоло» Лозон
- Жинетт Рено — Мати
- Жульєн Гійомар — Дід
- П'єр Бурго — приборкувач слів
- Джудітта дель Веккіо — Б’янка
- Андре Лашапель — психіатр
- Дені Аркан — радник
- Жермен Уд — Учитель
- Ів Монмаркетт — Фернан
- Лорн Брасс — ворог Фернанда
- Ролан Блуен — батько
- Женев'єв Самсон — Рита
- Марі-Елен Монпеті — Нанет
- Френсіс Сент-Онж — Леоло, 6 років

## Виробництво
За створення сценарія режисер Жан-Клод Лозон взявся на Сицилії під час зйомок свого першого фільму «Нічний зоопарк». Частково він став автобіографічним, й з заяв Лозона виходило, що написав його «майже в стані трансу» й певний час не знав, як розвиватиметься та закінчиться сюжетна лінія. Перед своїм вступом в університеті, Лозон жив на «кримінальних околицях» вулиць Монреаля, й його темну перспективу можна знайти в Леоло . Андре Петровський, друг Лозона, також стверджував, що у фільмі зображена «груба патологія» сім'ї Лозона «дуже, дуже особистим способом» .
Хоча після «Нічного зоопарку» (1987) у Лозона були пропозиції зняти голлівудські бойовики , натомість він представив сценарій «Леоло» продюсеру Лайзу Лафонтену. Бюджет фільму склав 5 мільйонів доларів.

## Визнання
Фільм було обрано канадською заявкою на найкращий фільм іноземною мовою на 65-й церемонії вручення нагород Оскар, але не був прийнятий як номінант. Також стрічку було відібрано до конкурсної програми «Золотої пальмової гілки» в Каннах, і його програш змусив критиків звинуватити журі у консервативному виборі.
На 13-й церемонії вручення премії Genie Awards «Леоло» отримав дев'ять номінацій й увійшов у жорстку конкуренцію із фільмом «Голий ланч» Девіда Кроненберга. Вважалося, що «Голий ланч» переміг «Леоло» у ніч нагородження .